# Samantha
För andra betydelser, se Samantha (olika betydelser).

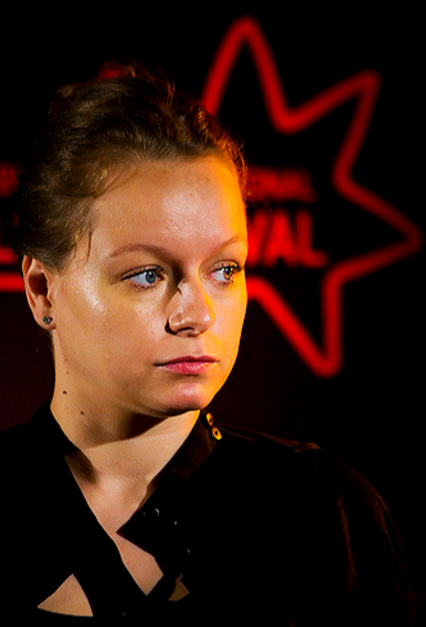
Samantha Morton, 2008.

Samantha är ett förnamn av osäkert ursprung. Det kan vara en form av Samuel eller eventuellt ett arameiskt namn med betydelsen lyssnare.

## Personer med namnet Samantha
- Samantha Fox, brittisk fotomodell och sångerska
- Samanta Karavello, albansk sångerska
- Samantha Morton, brittisk skådespelerska